# Staffordshire
Staffordshire je anglické nemetropolitní, ceremoniální a tradiční hrabství, spadající do regionu West Midlands. Správním centrem hrabství je Stafford, největším městem je Stoke-on-Trent. Hrabství sousedí s hrabstvími Cheshire, Derbyshire, Leicestershire, Warwickshire, West Midlands, Worcestershire and Shropshire. Hrabstvím protéká řeka Trent. Po této oblasti je pojmenováno plemeno psa – stafordšírský bulteriér.

## Administrativní členění
Hrabství se dělí na devět distriktů:
1. Tamworth
2. Lichfield
3. Cannock Chase
4. South Staffordshire
5. Stafford
6. Newcastle-under-Lyme
7. Staffordshire Moorlands
8. East Staffordshire
9. City of Stoke-on-Trent (unitary authority)

## Symboly hrabství

### Vlajka
Vlajka hrabství je tvořena žlutým listem o poměru stran 3:5 s červenou krokví, vycházející z druhé poloviny žerďového a vlajícího okraje s vrcholem na horním okraji listu (viz Vexilologické názvosloví) a se žlutým, staffordským (staffordšírským) uzlem v hrotu krokve.
Červená krokev na zlatém štítě pochází ze znaku Sttafordů, uzel je starověký místní symbol známý více než tisíc let, zmíněný i v mottu hrabství: „The knot unites”.
Hrabství užívalo (v důsledku neexistence vlajky) pouze heraldickou vlajku Rady hrabství (Staffordshire County Council), která byla tvořena listem o poměru stran 1:2 (ve zdroji, zobrazená ale 3:5) s modrým pruhem se žlutým levhartem (symbolizující svrchovanost hrabství) a žlutým pruhem s červenou krokví se žlutým uzlem u vrcholu. V březnu 2016 proběhlo hlasování, uspořádané anglickým Vexilologickým institutem. Ze 777 účastníků hlasovalo pro novou vlajku 566 hlasujících. Vlajka byla zanesena do registru vlajek Spojeného království 28. března 2016.

Vlajka Rady hrabství (Staffordshire County Council) Poměr stran: 3:5